# Juli Mira Moya
Juli Mira Moya (Alcoi, 2 de maig de 1949 - Alcoi, 13 de gener de 2024) fou un professional de banca i actor valencià de teatre, cinema, televisió i doblatge. Treballador de la banca d'Alcoi durant molts anys abans de dedicar-se professionalment al teatre, Mira es va consolidar com un dels actors més reconeguts del panorama valencianoparlant.

## Trajectòria
Mira va debutar amb La Cazuela (grup d'actors alcoians aficionats al teatre) en 1972 amb El retaule del flautista, que havia tingut èxit en teatres de Barcelona, Palma i Madrid. Sis anys després feu la primera incursió en el cinema, amb La portentosa vida del pare Vicent. I, des d'aleshores, va tindre una presència constant en pel·lícules i sèries de televisió, amb uns inicis impulsats també pel director Carles Pérez Ferré, que el va reclamar per a fer Héctor (el estigma del miedo) (1982), amb el també alcoià Ovidi Montllor en el repartiment.
Al començament de la seua carrera com a actor de cinema i teatre, Mira va passar sis anys fent doblatge. Entre altres, en els estudis Tabalet de Lluís Miquel Campos.
Tant al teatre i al cinema com a la televisió, Juli Mira va destacar en papers com el de Blasco Ibáñez al telefilm Cartas de Sorolla per a la Televisió Valenciana. També va participar en pel·lícules com Gràcies per la propina (1996) de Francesc Bellmunt, El mar (1999) d'Agustí Villaronga, L'illa de l'holandés (2000) de Sigfrid Monleón, Las voces de la noche (2002) de Salvador García o Ens veiem demà, de Xavier Berraondo.
A la pantalla menuda Mira va prendre part en sèries tant per a Canal 9 i TV3 com per a televisions d'àmbit espanyol. Va interpretar personatges principals o protagonistes a Herència de sang (1995-1996) per a Canal 9, Hospital (1996) per a Antena 3, A flor de pell (1996-1997) per a Canal 9, Crims (1999-2000) per a TV3, Hospital Central (2001-2002) per a Telecinco, Arroz y tartana (2003) per a TVE, Las cerezas del cementerio (2004) per a TVE, Les Moreres (2007) per a Canal 9 i Unió Musical Da Capo (2009-) també per a la radiotelevisió valenciana. Fon actor secundari en d'altres com Ventdelplà, de TV3, Cuéntame como pasó per a TVE, Porca misèria per a TV3 o Negocis de família per a Canal 9.
En 2010, va rebre el Premi honorífic per la seua trajectòria en el Festival Inquiet de Cinema en Valencià.
Gràcies a la quantitat de faenes que li eixien tant en productores de Madrid com de Catalunya, Mira no va eixir especialment perjudicat pel tancament de la televisió valenciana. Segons va arribar a dir, el desenllaç se'l veia vindre perquè sobrava molt de personal en la plantilla.
A més de la seua veu, una raó que també explica l'activitat frenètica de Mira fon la versatilitat i la quantitat de registres lingüístics de l'actor, capaç d'orientalitzar el seu accent per algunes sèries de TV3 o de personatge illenc, occidentalitzar-lo o de parlar un castellà neutre, sense cap accent definit.